# Çekirdekli
Çekirdekli ist ein Ort im Bezirk Bigadiç der türkischen Provinz Balıkesir. Çekirdekli ist ein Ortsteil des Bezirkszentrums Bigadiç. Es liegt in der Marmara-Region. Çekirdekli liegt im Südwesten des Bezirks etwa acht Kilometer westlich von Bigadiç und 30 Kilometer südlich von Balıkesir.

## Geschichte
Das Dorf Çekirdekli, das in osmanischer Zeit ein Tımarviertel war, wurde wegen der großen entkernten Trauben, die dort angebaut wurden, Çekirdekli genannt (deutsch: kernig).